# Periclimenes perryae
Periclimenes perryae är en kräftdjursart som beskrevs av Fenner A. Chace 1942. Periclimenes perryae ingår i släktet Periclimenes och familjen Palaemonidae. Inga underarter finns listade i Catalogue of Life.